# Правительство Амато (второе)
Второе правительство Амато — 56-е правительство Итальянской Республики, действовало с 25 апреля 2000 по 11 июня 2001 года под председательством Джулиано Амато.

## Формирование
17 апреля 2000 года, после поражения левоцентристов на региональных выборах, Массимо Д’Алема подал в отставку с должности премьер-министра. Президент Чампи инициировал рассмотрение этого вопроса в парламенте, но 19 апреля, после бурных дебатов в Сенате, Д’Алема подтвердил своё решение. 21 апреля президент Чампи поручил формирование нового правительства Джулиано Амато, и 25 апреля новый кабинет вступил в свои полномочия. Он стал четвёртым правительством, сформированным парламентом XIII-го созыва. В его состав вошли 24 министра, на одного меньше, чем в кабинете Д’Алемы. Двое из новых назначенцев были беспартийными технократами: лингвист Туллио Де Мауро (министерство общественного образования) и онколог Умберто Веронези (министерство здравоохранения). Сам Джулиано Амато в этот период также не состоял в какой-либо партии.

## Правящая коалиция
- Премьер-министр, 2 министра и 3 младших статс-секретаря — независимые
- Коалиция «Оливковое дерево»:
  - Левые демократы (ЛД)
  - Итальянская народная партия (ИНП)
  - Демократы (Д)
  - Федерация зелёных (ФЗ)
  - Партия итальянских коммунистов (ПИК)
  - Союз демократов за Европу (СДЕ)
  - Итальянское обновление (ИО)
  - Итальянские демократические социалисты[итал.] (ИДС)

## Изменения в составе правительства
4 августа 2000 года младший статс-секретарь Министерства общественного образования Карла Рокки переведена на аналогичную должность в Министерстве здравоохранения.
4 августа 2000 года депутат парламента Антонио Манджакавалло назначен младшим статс-секретарём Министерства общественных работ.
28 декабря 2000 года принята отставка младшего статс-секретаря Министерства общественных работ Сальваторе Ладу, а на его место назначен Доменико Романо Каррателли.
2 февраля 2001 года принята отставка министра университетов и технологических и научных исследований Ортензио Дзеккино, а временно исполняющим обязанности министра назначен премьер-министр Джулиано Амато.
9 февраля 2001 года принята отставка младшего статс-секретаря Министерства финансов Армандо Венето.

## Список
| Должность | Имя                                   | Партия       | Примечания |
| --- | ------------------------------------- | ------------ | --- |
| Аппарат Совета министров                                                                                           |                                       |              | |
| Председатель Совета министров                                                                                      | Джулиано Амато                        | Независимый  | |
| Младший статс-секретарь                                                                                            | Энрико Микели                         | ИНП          | Секретарь Совета министров                                                                                    |
| Младший статс-секретарь                                                                                            | Джанклаудио Бресса                    | ИНП          | |
| Младший статс-секретарь                                                                                            | Раффаэле Кананци                      | ИНП          | |
| Младший статс-секретарь                                                                                            | Ваннино Кити                          | ЛД           | |
| Младший статс-секретарь                                                                                            | Дарио Франческини                     | ИНП          | |
| Младший статс-секретарь                                                                                            | Элена Монтекки                        | ЛД           | |
| Министерство иностранных дел                                                                                       |                                       |              | |
| Министр | Ламберто Дини                         | ИО           | |
| Младший статс-секретарь                                                                                            | Франко Даниели                        | Д            | |
| Младший статс-секретарь                                                                                            | Умберто Раньери                       | ЛД           | |
| Младший статс-секретарь                                                                                            | Рино Серри                            | ЛД           | |
| Младший статс-секретарь                                                                                            | Уго Интини                            | ИДС          | |
| Министерство внутренних дел                                                                                        |                                       |              | |
| Министр | Энцо Бьянко                           | Д            | |
| Младший статс-секретарь                                                                                            | Аньелло Ди Нардо                      | Д            | |
| Младший статс-секретарь                                                                                            | Массимо Брутти                        | ЛД           | |
| Младший статс-секретарь                                                                                            | Джан Франко Скьетрома                 | ИДС          | |
| Младший статс-секретарь                                                                                            | Северино Лаваньини                    | ИНП          | |
| Министерство обороны                                                                                               |                                       |              | |
| Министр | Серджо Маттарелла                     | ИНП          | |
| Младший статс-секретарь                                                                                            | Джанни Ривера                         | Д            | |
| Младший статс-секретарь                                                                                            | Марко Миннити                         | ЛД           | |
| Младший статс-секретарь                                                                                            | Массимо Остиллио                      | СДЕ          | |
| Министерство юстиции                                                                                               |                                       |              | |
| Министр | Пьеро Фассино                         | ЛД           | |
| Младший статс-секретарь                                                                                            | Франко Корлеоне                       | ФЗ           | |
| Младший статс-секретарь                                                                                            | Марианна Ли Кальци                    | ИО           | |
| Младший статс-секретарь                                                                                            | Рокко Маджи                           | Д            | |
| Министерство казначейства, бюджета и экономического планирования (Tesoro, Bilancio e Programmazione Economica)     |                                       |              | |
| Министр | Винченцо Виско                        | ЛД           | |
| Младший статс-секретарь                                                                                            | Дино Пьеро Джарда                     | Независимый. | |
| Младший статс-секретарь                                                                                            | Джанфранко Моргандо                   | ИНП          | |
| Младший статс-секретарь                                                                                            | Сантино Пагано                        | СДЕ          | |
| Младший статс-секретарь                                                                                            | Бруно Солароли                        | ЛД           | |
| Министерство финансов                                                                                              |                                       |              | |
| Министр | Оттавиано Дель Турко                  | ИДС          | |
| Младший статс-секретарь                                                                                            | Натале Д’Амико                        | ИО           | |
| Младший статс-секретарь                                                                                            | Альфьеро Гранди                       | ЛД           | |
| Младший статс-секретарь                                                                                            | Армандо Венето                        | ИНП          | До 9 февраля 2001                                                                                             |
| Министерство промышленности, торговли и ремесла                                                                    |                                       |              | |
| Министр | Энрико Летта                          | ИНП          | |
| Заместитель министра                                                                                               | Чезаре Де Пикколи                     | ЛД           | |
| Младший статс-секретарь                                                                                            | Стефано Пассильи                      | ЛД           | |
| Младший статс-секретарь                                                                                            | Мауро Фабрис                          | СДЕ          | |
| Министерство внешней торговли                                                                                      |                                       |              | |
| Министр | Энрико Летта                          | ИНП          | |
| Министерство общественного образования                                                                             |                                       |              | |
| Министр | Туллио Де Мауро                       | Независимый  | |
| Младший статс-секретарь                                                                                            | Джузеппе Гамбале                      | Д            | |
| Младший статс-секретарь                                                                                            | Сильвия Барбьери                      | ЛД           | |
| Младший статс-секретарь                                                                                            | Карла Рокки                           | ФЗ           | До 4 августа 2000.                                                                                            |
| Младший статс-секретарь                                                                                            | Джованни Мандзини                     | ИНП          | |
| Министерство университетов, технологических и научных исследований (Università, Ricerca Scientifica e Tecnologica) |                                       |              | |
| Министр | Джулиано Амато                        | Независимый. | Временно исполняющий обязанности министра со 2 февраля 2001 года до окончания срока полномочий правительства. |
| Министр | Ортензио Дзеккино                     | ИНП          | До 2 февраля 2001.                                                                                            |
| Младший статс-секретарь                                                                                            | Антонино Куффаро                      | ПИК          | |
| Младший статс-секретарь                                                                                            | Лучано Гуэрцони                       | ЛД           | |
| Младший статс-секретарь                                                                                            | Винченцо Сика                         | Д            | |
| Министерство труда и социального обеспечения                                                                       |                                       |              | |
| Министр | Чезаре Сальви                         | ЛД           | |
| Младший статс-секретарь                                                                                            | Паоло Гуэррини                        | ПИК          | |
| Младший статс-секретарь                                                                                            | Раффаэле Морезе                       | Независимый. | |
| Младший статс-секретарь                                                                                            | Орнелла Пилони                        | ЛД           | |
| Министерство сельскохозяйственной и лесной политики                                                                |                                       |              | |
| Министр | Альфонсо Пекораро-Сканио              | ФЗ           | |
| Младший статс-секретарь                                                                                            | Роберто Боррони                       | ЛД           | |
| Младший статс-секретарь                                                                                            | Луиджи Ночера                         | СДЕ          | |
| Министерство окружающей среды                                                                                      |                                       |              | |
| Министр | Виллер Бордон                         | Д            | |
| Младший статс-секретарь                                                                                            | Валерио Кальцолайо                    | ЛД           | |
| Младший статс-секретарь                                                                                            | Никола Фузилло                        | ИНП          | |
| Министерство транспорта и судоходства                                                                              |                                       |              | |
| Министр | Пьер Луиджи Берсани                   | ЛД           | |
| Младший статс-секретарь                                                                                            | Джордано Анджелини                    | ЛД           | |
| Младший статс-секретарь                                                                                            | Лука Данезе                           | СДЕ          | |
| Младший статс-секретарь                                                                                            | Марио Оккипинти                       | Д            | |
| Министерство общественных работ                                                                                    |                                       |              | |
| Министр | Нерио Нези                            | ПИК          | |
| Младший статс-секретарь                                                                                            | Антонио Баргоне                       | Независимый. | |
| Младший статс-секретарь                                                                                            | Нене Манджакавалло                    | ИО           | С 4 августа 2000                                                                                              |
| Младший статс-секретарь                                                                                            | Романо Каррателли (Romano Carratelli) | ИНП          | С 28 декабря 2000                                                                                             |
| Младший статс-секретарь                                                                                            | Сальваторе Ладу                       | ИНП          | До 28 декабря 2000                                                                                            |
| Министерство здравоохранения                                                                                       |                                       |              | |
| Министр | Умберто Веронези                      | Независимый. | |
| Младший статс-секретарь                                                                                            | Омбретта Фумагалли-Карулли            | ИО           | |
| Младший статс-секретарь                                                                                            | Грация Лабате                         | ЛД           | |
| Младший статс-секретарь                                                                                            | Карла Рокки                           | ФЗ           | С 4 августа 2000                                                                                              |
| Министерство культурного наследия и культурной деятельности                                                        |                                       |              | |
| Министр | Джованна Меландри                     | ЛД           | |
| Младший статс-секретарь                                                                                            | Джампаоло Д’Андреа                    | ИНП          | |
| Младший статс-секретарь                                                                                            | Карло Карли                           | ЛД           | |
| Министерство связи                                                                                                 |                                       |              | |
| Министр | Сальваторе Кардинале                  | ИНП          | |
| Младший статс-секретарь                                                                                            | Микеле Лауриа                         | ИНП          | |
| Младший статс-секретарь                                                                                            | Винченцо Мария Вита                   | ЛД           | |
| Региональные вопросы (Affari regionali)                                                                            |                                       |              | |
| Министр без портфеля                                                                                               | Агацио Лойеро                         | СДЕ          | |
| Государственная служба (Funzione pubblica)                                                                         |                                       |              | |
| Министр без портфеля                                                                                               | Франко Бассанини                      | ЛД           | |
| Обеспечение равных возможностей (Pari opportunità)                                                                 |                                       |              | |
| Министр без портфеля                                                                                               | Катя Беллилло                         | ПИК          | |
| Институциональные реформы (Riforme istituzionali)                                                                  |                                       |              | |
| Министр без портфеля                                                                                               | Антонио Макканико                     | Д            | |
| Связи с парламентом (Rapporti con il Parlamento)                                                                   |                                       |              | |
| Министр без портфеля                                                                                               | Патриция Тойа                         | ИНП          | |
| Европейская политика (Politiche comunitarie)                                                                       |                                       |              | |
| Министр без портфеля                                                                                               | Джанни Франческо Маттиоли             | ФЗ           | |
| Социальная солидарность (Solidarietà sociale)                                                                      |                                       |              | |
| Министр без портфеля                                                                                               | Ливия Турко                           | ЛД           | |